# Prefetti della provincia di Agrigento
Elenco dei prefetti della Provincia e del Libero consorzio comunale di Agrigento.

## Regno d'Italia (1861–1946)
| Nominativo                 | Mandato           | Mandato           |
| Nominativo                 | Inizio            | Fine              |
| -------------------------- | ----------------- | ----------------- |
| Giacinto Scelsi            | 9 ottobre 1861    | 22 giugno 1862    |
| Enrico Falconcini          | 22 giugno 1862    | 11 gennaio 1863   |
| Carlo Bosi                 | 11 gennaio 1863   | 1º giugno 1865    |
| Albino Albenga             | 1º giugno 1865    | 10 dicembre 1866  |
| Achille Basile             | 10 dicembre 1866  | 30 giugno 1870    |
| Federico Alvigini          | 30 giugno 1870    | 1º giugno 1871    |
| Angelo Cordera             | 13 giugno 1871    | 28 luglio 1872    |
| Bernardo Carlo Ferrari     | 15 agosto 1872    | 29 settembre 1873 |
| Luigi Berti                | 3 ottobre 1873    | 15 dicembre 1874  |
| Giuseppe Rossi             | 17 dicembre 1874  | 19 aprile 1876    |
| Augusto Mattei             | 19 aprile 1876    | 15 gennaio 1877   |
| Bernardo Buscaglione       | 15 gennaio 1877   | 29 luglio 1878    |
| Alfonso Gentile            | 29 luglio 1878    | 29 febbraio 1880  |
| Giorgio Tamajo             | 29 febbraio 1880  | 7 agosto 1881     |
| Giuseppe Sensales          | 7 agosto 1881     | 16 marzo 1885     |
| Giuseppe Marsiaj           | 16 marzo 1885     | 1º agosto 1886    |
| Francesco Paternostro      | 1º agosto 1886    | 1º agosto 1887    |
| Federico Pasculli          | 16 agosto 1887    | 1º luglio 1888    |
| Davide Carlotti            | 1º ottobre 1888   | 16 gennaio 1891   |
| Pietro Celli               | 16 gennaio 1891   | 1º luglio 1891    |
| Michele Morelli            | 1º luglio 1891    | 10 ottobre 1891   |
| Carlo Bacco                | 10 ottobre 1891   | 1º luglio 1892    |
| Sebastiano Piras Lecca     | 1º luglio 1892    | 16 novembre 1893  |
| Carlo Bertagnolli          | 16 novembre 1893  | 16 settembre 1894 |
| Angelo Annaratore          | 16 settembre 1894 | 1º novembre 1895  |
| Giovanni Bisio             | 1º febbraio 1896  | 25 aprile 1896    |
| Giuseppe Ulisse Maccaferri | 25 aprile 1896    | 25 settembre 1897 |
| Michele Lucchesi           | 10 ottobre 1897   | 16 novembre 1898  |
| Filippo Bolis              | 20 novembre 1898  | 1º ottobre 1899   |
| Carlo Cataldi              | 1º ottobre 1899   | 1º ottobre 1901   |
| Filippo Muscianisi         | 1º ottobre 1901   | 10 maggio 1903    |
| Giuseppe Lucio             | 10 maggio 1903    | 1º ottobre 1904   |
| Giuseppe Sorge             | 1º ottobre 1904   | 15 aprile 1907    |
| Mario Rebucci              | 15 aprile 1907    | 1º ottobre 1910   |
| Giuseppe Gallenga          | 1º ottobre 1910   | 20 febbraio 1914  |
| Francesco Gay              | 20 febbraio 1914  | 20 dicembre 1918  |
| Lorenzo Valle              | 20 dicembre 1918  | 10 agosto 1919    |
| Ferdinando Nannetti        | 10 agosto 1919    | 21 agosto 1920    |
| Alfredo Ferrara            | 21 agosto 1920    | 1º febbraio 1921  |
| Giovanni Gazzaroli         | 1º febbraio 1921  | 15 febbraio 1922  |
| Samuele Pugliese           | 15 febbraio 1922  | 5 aprile 1922     |
| Raffaele Rocco             | 18 giugno 1922    | 16 marzo 1923     |
| Ernesto Reale              | 22 marzo 1923     | 22 ottobre 1924   |
| Giovanni Antonio Merizzi   | 22 ottobre 1924   | 10 gennaio 1925   |
| Giovanni Battista Rivelli  | 10 gennaio 1925   | 12 febbraio 1926  |
| Giacomo Saletti            | 12 febbraio 1926  | 16 ottobre 1926   |
| Giovanni Maggiotto         | 16 ottobre 1926   | 16 novembre 1927  |
| Sebastiano Sacchetti       | 1º dicembre 1927  | 16 dicembre 1929  |
| Federico Miglio            | 16 dicembre 1929  | 16 aprile 1932    |
| Luigi Passerini            | 16 aprile 1932    | 25 luglio 1935    |
| Michele Mugoni             | 25 luglio 1935    | 1º agosto 1936    |
| Francesco Sofia            | 1º agosto 1936    | 21 agosto 1939    |
| Alfredo Corpaci            | 23 giugno 1940    | 1º febbraio 1941  |
| Stanislao Caboni           | 1º febbraio 1941  | 16 luglio 1943    |
| Antonino Pancamo           | 18 settembre 1943 | 1º agosto 1944    |
| Francesco Mocci            | 1º agosto 1944    | 1º febbraio 1946  |
| Luciano Di Castri          | 1º marzo 1946     | 10 ottobre 1946   |

## Repubblica Italiana (dal 1946)
| Nominativo           | Mandato           | Mandato           |
| Nominativo           | Inizio            | Fine              |
| -------------------- | ----------------- | ----------------- |
| Alfredo Salvatore    | 10 ottobre 1946   | 20 maggio 1947    |
| Filippo Di Giovanni  | 21 maggio 1947    | 5 dicembre 1947   |
| Carlo Leo            | 1º marzo 1948     | 10 ottobre 1951   |
| Francesco Bilancia   | 11 ottobre 1951   | 1º gennaio 1954   |
| Italo De Vito        | 2 gennaio 1954    | 22 ottobre 1954   |
| Mario Tino           | 25 ottobre 1954   | 22 ottobre 1955   |
| Edoardo Sappia       | 23 ottobre 1955   | 17 ottobre 1956   |
| Mario Sabino         | 22 ottobre 1956   | 8 agosto 1957     |
| Gino Querci          | 10 agosto 1957    | 5 ottobre 1961    |
| Guido Mattucci       | 11 ottobre 1961   | 24 agosto 1962    |
| Mario Bettarini      | 3 settembre 1962  | 28 agosto 1965    |
| Giovanni Giagu       | 31 agosto 1965    | 20 settembre 1967 |
| Giovanni Paternò     | 25 settembre 1967 | 28 febbraio 1968  |
| Franco Giorgianni    | 1º marzo 1968     | 14 gennaio 1973   |
| Giuseppe Fotì        | 15 gennaio 1973   | 12 dicembre 1973  |
| Giorgio Brancato     | 12 dicembre 1973  | 14 gennaio 1979   |
| Paolo Farina         | 15 gennaio 1979   | 24 gennaio 1981   |
| Massimo Papalia      | 1º febbraio 1981  | 20 marzo 1983     |
| Paolo Sarullo        | 21 marzo 1983     | 8 ottobre 1984    |
| Vincenzo Tarsia      | 25 ottobre 1984   | 30 novembre 1989  |
| Pietro Massocco      | 1º dicembre 1989  | 31 agosto 1993    |
| Nicola Perna         | 13 settembre 1993 | 9 luglio 1995     |
| Natale D'Agostino    | 10 luglio 1995    | 14 luglio 1997    |
| Giosuè Marino        | 15 luglio 1997    | 14 marzo 2000     |
| Ciro Lomastro        | 15 marzo 2000     | 6 dicembre 2001   |
| Nicola Simone        | 7 dicembre 2001   | 27 luglio 2003    |
| Fulvio Sodano        | 28 luglio 2003    | 11 gennaio 2005   |
| Bruno Pezzuto        | 12 gennaio 2005   | 21 gennaio 2007   |
| Vittorio Saladino    | 22 gennaio 2007   | 9 gennaio 2008    |
| Umberto Postiglione  | 10 gennaio 2008   | 17 agosto 2010    |
| Francesca Ferrandino | 30 agosto 2010    | 30 novembre 2013  |
| Nicola Diomede       | 30 dicembre 2013  | 26 gennaio 2018   |
| Dario Caputo         | 26 gennaio 2018   | 7 aprile 2020     |
| Maria Rita Cocciufa  | 14 aprile 2020    | 20 maggio 2023    |
| Filippo Romano       | 23 maggio 2023    | in carica         |